# Droga wojewódzka 840
Die Droga wojewódzka 840 (DW 840) ist eine zwei Kilometer lange Droga wojewódzka (Woiwodschaftsstraße) in der polnischen Woiwodschaft Lublin, die den Bahnhof Skoki-Borowa in Borowa mit der Droga wojewódzka 801 verbindet. Die Strecke liegt im Powiat Puławski.

## Streckenverlauf
Woiwodschaft Lublin, Powiat Puławski
-  Borowa (DW 801, DW 823)